# Yeşilyayla, Sumbas
Yeşilyayla là một xã thuộc huyện Sumbas, tỉnh Osmaniye, Thổ Nhĩ Kỳ. Dân số thời điểm năm 2010 là 1231 người.